# رباط خاجی‌تهیگاهی پسین
رباط خاجی‌تهیگاهی پسین یا لیگامان ساکروایلیاک خَلفی (به انگلیسی: Posterior sacroiliac ligament) یکی از رباط‌های مفصل خاجی‌تهیگاهی است که از نظر ساختاری قوی‌تر از رباط خاجی‌تهیگاهی پیشین است. این رباط شامل رشته‌های زیادی است که در مسیرهایی جهت‌دهی شده‌اند.

## رشته‌های زیرین و زبرین
رشته‌های پایینی (فیبرهای تحتانی) این رباط که مسیر مایلی دارند، از قسمت‌های سومین و چهارمین مهره خاجی (ساکروم) جهت اتصال به خار خاصره‌ای پشتی فوقانی صعود می‌کنند که ممکن است یک رباط قوی بنام رباط خاجی‌تهیگاهی پسین بلند (LPSL) مجزایی را تشکیل دهند.
رشته‌های بالایی این رباط که مسیر آنها تقریباً افقی است، ممکن است رباط خاجی‌تهیگاهی پسین کوتاه (SPSL) را به وجود آورند که تکمه عرضی اولین و دومین مهره خاجی را به برجستگی تکمه‌ای تهیگاهی متصل می‌کند. این رباط‌ها از حرکت رو به جلو (خم شدن) استخوان خاجی (ساکروم) جلوگیری می‌کنند.